# Indigofera dregeana
Indigofera dregeana är en ärtväxtart som beskrevs av Ernst Meyer. Indigofera dregeana ingår i släktet indigosläktet, och familjen ärtväxter. Inga underarter finns listade i Catalogue of Life.